# Eublemma pudorina
Eublemma pudorina — вид лускокрилих комах з родини еребід (Erebidae).

## Поширення
Вид поширений в Греції, Болгарії, Румунії, Україні, Туреччині та Вірменії.